# Gijs IJlander
Gijs IJlander (Alkmaar, 19 mei 1947 – Middelaar, 6 februari 2024) was een Nederlandse schrijver. Gijs IJlander was een pseudoniem van Gijsbertus Hoetjes.

## Biografie
Hij was zoon van Marie Vermeulen en Adriaan Hoetjes. Gijs IJlander groeide op in Heiloo, ging naar het Murmellius Gymnasium in Alkmaar en studeerde Engels en Vertaalwetenschap in Amsterdam en debuteerde in 1988 met de roman De Kapper, waarvoor hij werd onderscheiden met de Geertjan Lubberhuizenprijs en de Anton Wachterprijs voor het beste debuut. De schrijfstijl van IJlander is rustig en ingetogen, waarbij sterke formuleringen opvallen. Thema's van zijn romans zijn vaak psychologische worstelingen van zijn hoofdpersonen.
Vanaf 1988 tot aan 2005 (de roman ALVB) verschenen zijn romans bij uitgeverij L.J. Veen. Alleen Brandvee (1996) werd bij een andere uitgeverij uitgegeven, namelijk Uitgeverij Jan Mets. Vanaf 2008 (Geen zee maar water) verschijnen zijn romans bij Uitgeverij Cossee.
Onder zijn oorspronkelijke naam werd in 1979/1980 De dood van James Loney uitgebracht; een vertaling van een werk van James Welch (Uitgave in de Knipscheer).
IJlander overleed op 6 februari 2024 op 76-jarige leeftijd.

## Prijzen
- 1988 - Geertjan Lubberhuizenprijs voor De kapper
- 1988 - Anton Wachterprijs voor De kapper
- 1994 - Halewijn-literatuurprijs van de stad Roermond voor De lichtval
- 1999 - Ferdinand Bordewijk Prijs voor Twee harten op een schotel